# Ленґі (Полицький повіт)
Ленґі (пол. Łęgi) — село в Польщі, у гміні Добра Полицького повіту Західнопоморського воєводства.
Населення — 244 особи (2011).

## Демографія
Демографічна структура станом на 31 березня 2011 року:
|          | Загалом | Допрацездатний вік | Працездатний вік | Постпрацездатний вік |
| -------- | ------- | ------------------ | ---------------- | -------------------- |
| Чоловіки | 117     | 29                 | 84               | 4                    |
| Жінки    | 127     | 30                 | 84               | 13                   |
| Разом    | 244     | 59                 | 168              | 17                   |